# Funiculaire du pic du Jer
Le funiculaire du pic du Jer est un funiculaire qui relie la ville de Lourdes au sommet du pic du Jer.

## Histoire
Les travaux de construction débutèrent en 1898 et le funiculaire, conçu par l'ingénieur Chambrelent et réalisé par Bell - Von Roll - Skirail, fut inauguré le 17 juin 1900.

Le funiculaire au début des années 1900
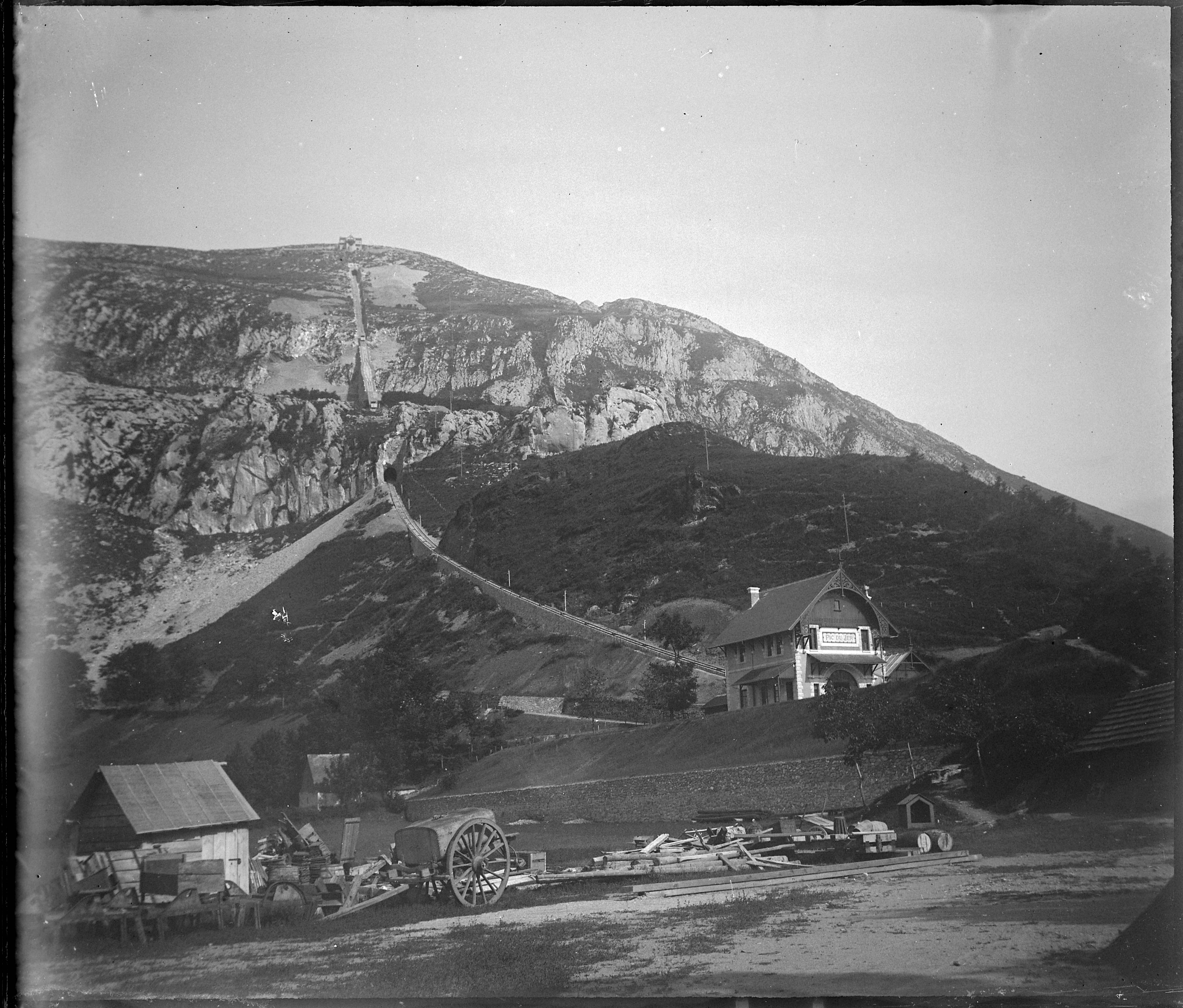
Par Eugène Trutat (muséum de Toulouse).
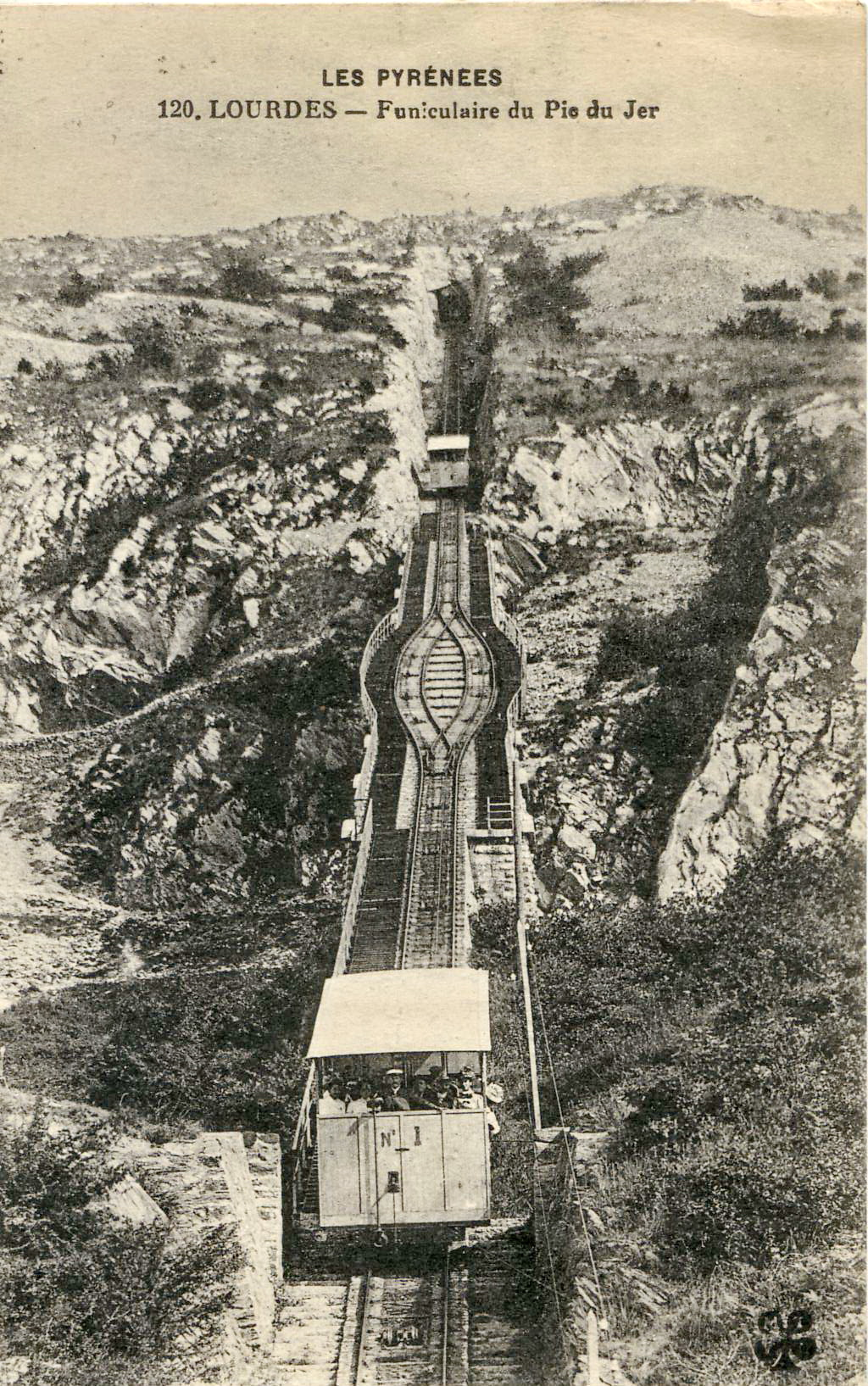
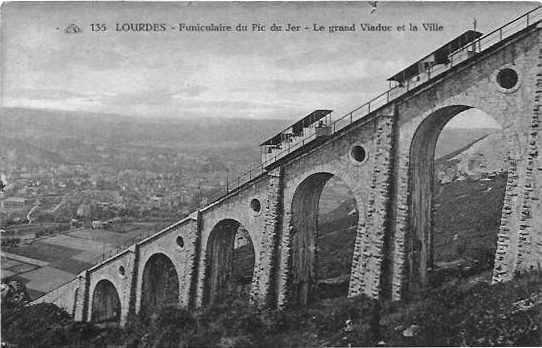
Vue du viaduc du funiculaire.

Le funiculaire a été rénové à deux reprises, en 1954-1957 et 1985-2007.
Le 10 août 2020, la foudre tombée sur le quartier du funiculaire a provoqué une coupure de l'électricité, et l'arrêt brutal du funiculaire : plusieurs personnes, projetées sur la paroi du véhicule, ont été blessées.

## Description
La longueur de la ligne est de 1 100 mètres. Celle-ci comprend deux tunnels et plusieurs viaducs. La pente maximale atteint 56 % ; le dénivelé est de 480 mètres. L'écartement des rails est d'un mètre ; la traction est assurée par câble, la machinerie étant située dans la gare haute. Le trajet dans chaque sens dure huit minutes. Les cabines actuelles datent des années 1950 (reconstruction). Leur masse à vide est de six tonnes et leur capacité de 80 personnes (40 debout et 40 assises).
La gare inférieure, en périphérie de la ville de Lourdes, est accessible par autobus urbain. La gare supérieure est le point de départ de promenades intéressantes. La vue à partir du sommet du Pic (et tout au long du trajet du funiculaire) est spectaculaire.

Le funiculaire aujourd'hui
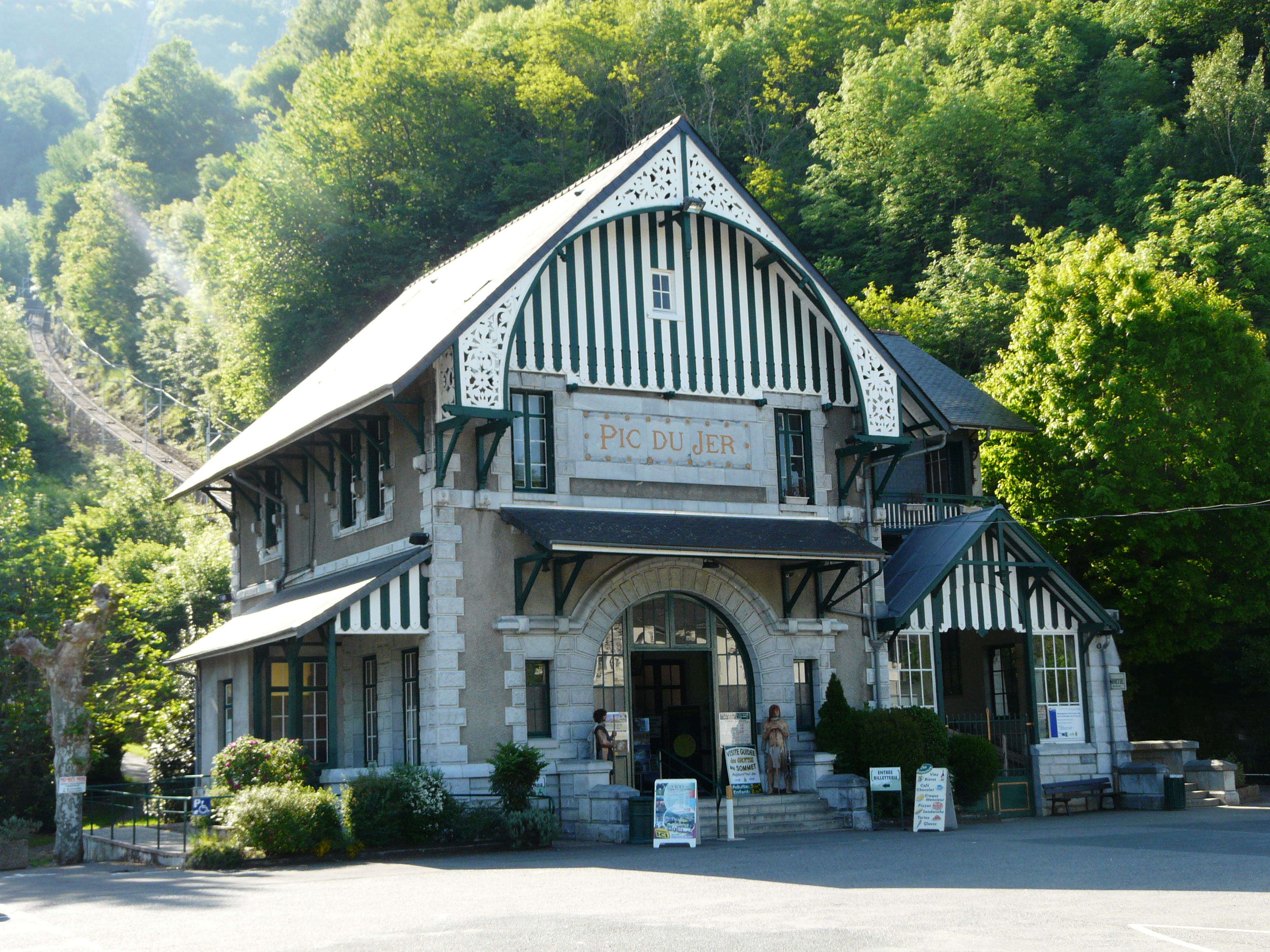
Gare basse.
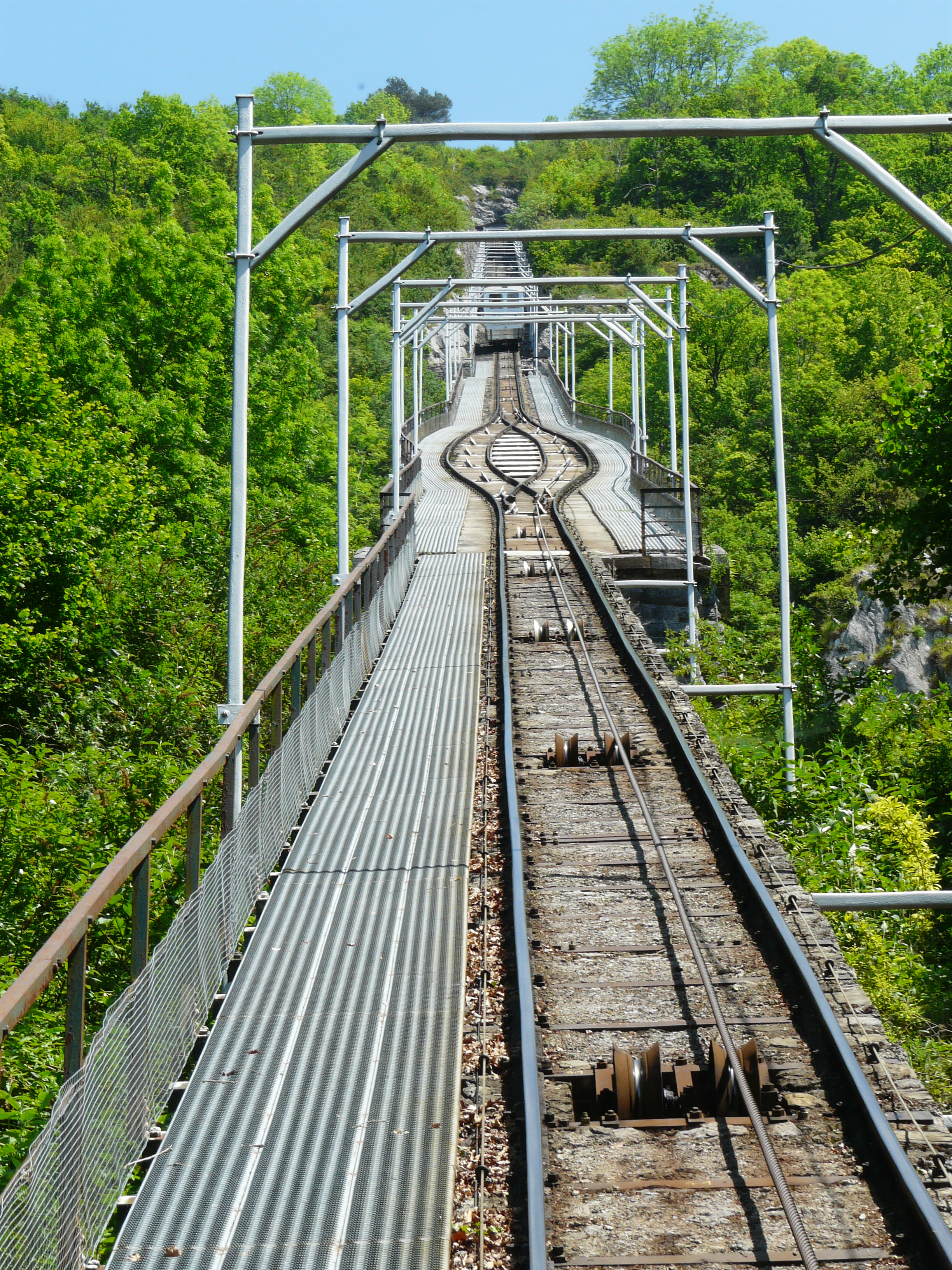
Évitement.
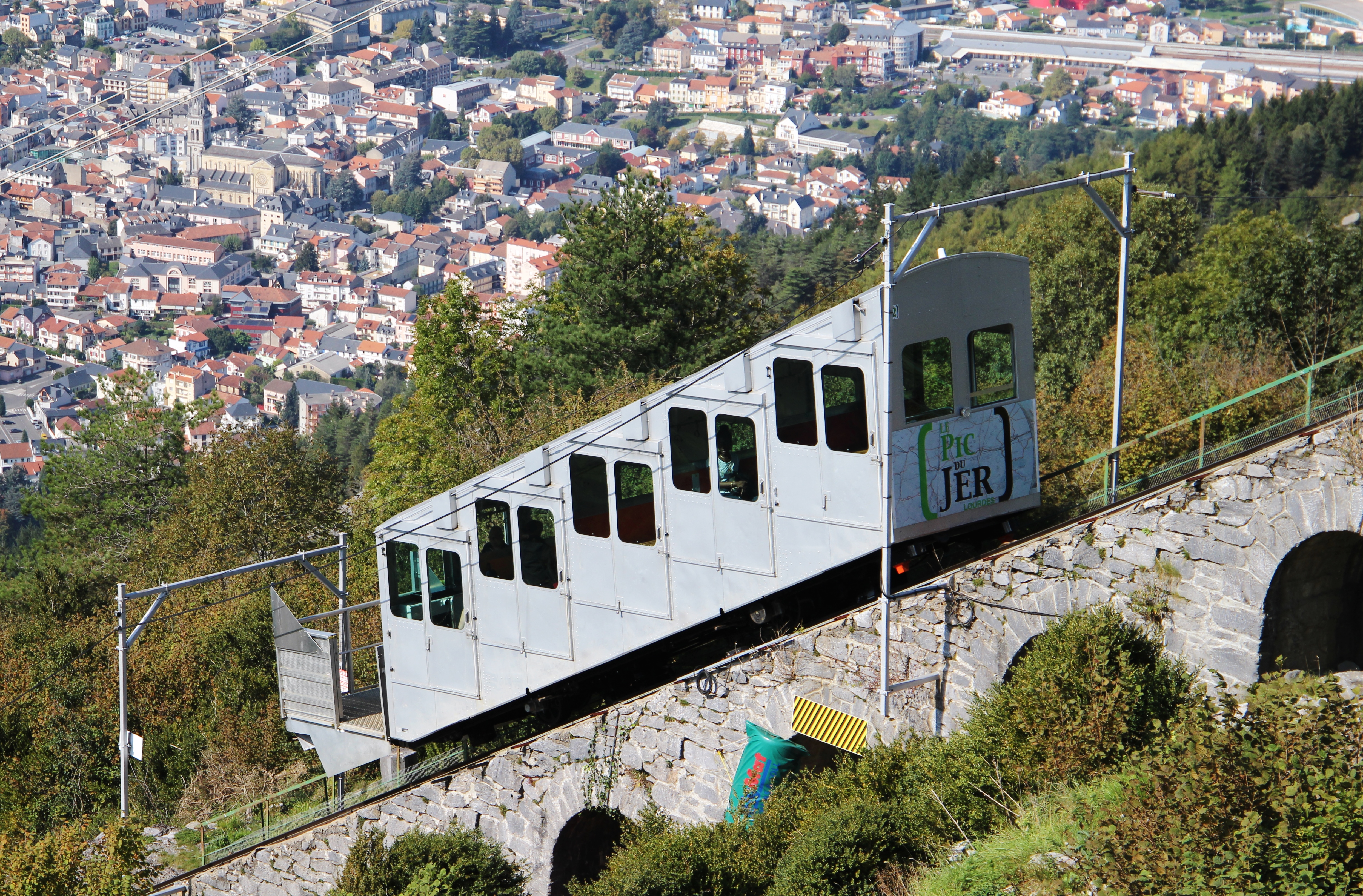
Vue latérale.
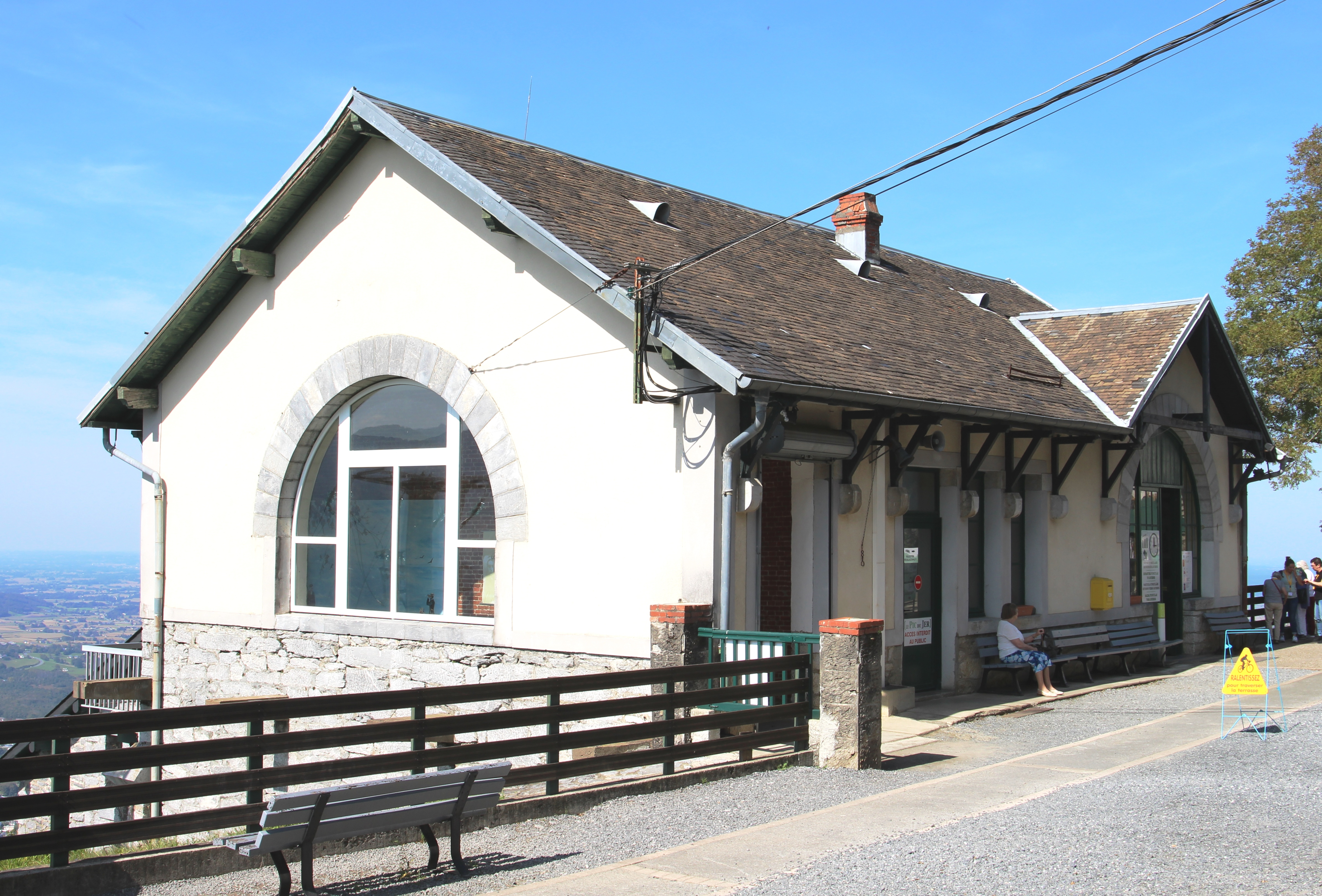
Gare haute.